# (21476) Petrie
(21476) Petrie est un astéroïde de la ceinture principale.

## Description
(21476) Petrie est un astéroïde de la ceinture principale. Il fut découvert le 28 avril 1998 à Reedy Creek par John Broughton. Il présente une orbite caractérisée par un demi-grand axe de 2,21 UA, une excentricité de 0,05 et une inclinaison de 6,5° par rapport à l'écliptique.

## Compléments